# Лухур Улувату
Улувату — балийский индуистский морской храм (Пура Сегара), расположенный в Улувату (Южная Кута, Бадунг). Храм считается одним из храмов Сад Кахьянган («Шесть святынь мира») и посвящен Санг Хян Видхи Васе в его проявлении Рудры.

## История и этимология
Храм построен на краю 70-метровой скалы, выступающей в море. В фольклоре эта скала считается частью окаменевшей лодки Деви Дану.
Хотя утверждалось, что маленький храм существовал ранее, в XI веке его здание было значительно расширено яванским мудрецом Эмпу Кутураном. Другой мудрец из Восточной Явы, Данг Хьянг Нирарта, построил здесь святыни падмасана, и, согласно преданию, он достиг здесь мокши, состояния, называемого на местном диалекте нгелухур («подняться вверх»), откуда и пошёл эпитет (Лухур), который прибавляется к названию храма.

## Обезьяны
Храм населен макаками (Macaca flavicularis), которые славятся тем, что воруют вещи посетителей. Обычно их можно уговорить отдать украденное в обмен на фрукты, хотя это только побуждает их воровать больше.
Ученые и эксперты по этологии приматов провели исследования в этом районе и собрали данные, свидетельствующие о том, что обезьяны усваивают бартерное поведение. Это умение передается потомству от родителей. Новые группы макак, попавшие в этот район, быстро приспосабливаются и изучают новый навык от местных обезьян.

## Представление Кечак
В храме Улувату ежедневно в 17:30 и 19:00 на склоне утеса исполняется танцевальный спектакль Кечак, в основе которого лежит индуистский литературный источник Рамаяна. Представление проходит на открытом воздухе на фоне заката.